# Érase una vez el Oeste
Érase una vez el Oeste (título original en inglés: American Primeval) es una miniserie de televisión wéstern estadounidense creada y escrita por Mark L. Smith y dirigida por Peter Berg, que se estrenó el 9 de enero de 2025 en Netflix.

## Sinopsis
American Primeval está ambientada en 1857 durante la Guerra de Utah. La trama de la serie comienza con la masacre de Mountain Meadows, en la que las milicias mormonas aliadas con los indios paiute mataron a unos 120 colonos de Arkansas que trataban de llegar a California. El foco de la trama es una mujer soltera (Betty Gilpin) que junto con su hijo intentan llegar hasta su padre que se encuentra más allá de las Montañas Rocosas. La serie explica el ambiente social marcado por el antimormonismo que imperó en Estados Unidos en la década de 1850.

## Elenco

### Principales
- Taylor Kitsch como Isaac Reed, un hombre de montaña criado por los Shoshone, que está atormentado por la pérdida de su esposa y su hijo.
- Betty Gilpin como Sara Rowell, una madre soltera que mató a su marido en defensa propia y está huyendo de la justicia para llevar a su hijo con su padre en Crooks Springs.[2]
- Dane DeHaan como Jacob Pratt, un devoto seguidor de la iglesia mormona que busca una vida mejor en Wyoming con su esposa.
- Saura Lightfoot-Leon como Abish Pratt, la esposa de Jacob y una profunda creyente en la Iglesia Mormona.
- Derek Hinkey como Flecha Roja, un guerrero Shoshone y líder del Clan del Lobo.
- Joe Tippett como James Wolsey, el líder de la milicia mormona.
- Jai Courtney como Virgil Cutter, un cazarrecompensas que lidera a un grupo de tramperos para encontrar a Sara y reclamar la recompensa por su cabeza.
- Preston Mota como Devin Rowell, el sensible hijo de Sara, que tiene una discapacidad física.
- Shawnee Pourier como Dos Lunas, una joven indígena rebelde que quedó muda al cortarle la lengua y huye de su aldea.
- Shea Whigham como Jim Bridger, el fundador y líder del puesto comercial de Fort Bridger.

### Secundarios
- Lucas Neff como el capitán Edmund Dellinger, Un capitán del ejército destinado en Fort Bridger
- Kyle Davis como Tilly, un miembro del grupo de Virgil.
- Tokala Black Elk Como Buffalo Run, un guerrero del Clan del Lobo
- Nick Hargrove como Cottrell, la mano derecha de Bridger
- Dominic Burgess como Cook, un miembro de alto rango de la milicia mormona
- Alex Fine Como Gant, un miembro del grupo de Virgil.
- Kip Weeks como Pepper, un teniente que sirve bajo el mando de Dellinger y que actúa como espía para los mormones.
- Kim Coates como Brigham Young, el primer gobernador del Territorio de Utah y el segundo presidente de la Iglesia Mormona
- Irene Bedard como Pájaro de Invierno, la madre de Pluma Roja, la madre adoptiva de Reed y la matriarca de los Shoshone
- Nanabah Grace como Kuttaambo'i, una guerrera del Clan del lobo
- Alex Breaux como Wild Bill Hickman, un miembro de alto rango de la Iglesia Mormona
- Jeremiah Bitsui como Zorro Gris, Un soldado nativo americano que sirve bajo el mando de Dellinger.

## Episodios
| Temporada | Temporada | Episodios | Emisión original   | Emisión original   |
| Temporada | Temporada | Episodios | Inicio             | Final              |
| --------- | --------- | --------- | ------------------ | ------------------ |
|           | 1         | 6         | 9 de enero de 2025 | 9 de enero de 2025 |

| N.º | Título       | Director   | Guionista     | Primera emisión    |
| --- | ------------ | ---------- | ------------- | ------------------ |
| 1 | «Episodio 1» | Peter Berg | Mark L. Smith | 9 de enero de 2025 |
| En un puesto avanzado desolado, Sara y su hijo Devin forjan nuevos vínculos mientras buscan un guía que los ayude a recorrer los peligrosos senderos hacia el oeste. |              |            |               |                    |
| 2 | «Episodio 2» | Peter Berg | Mark L. Smith | 9 de enero de 2025 |
| Un aterrador encuentro toma por sorpresa al grupo de Sara. Jacob, profundamente herido, forma un grupo para encontrar a Abish. Isaac se reencuentra con su pasado.   |              |            |               |                    |
| 3 | «Episodio 3» | Peter Berg | Mark L. Smith | 9 de enero de 2025 |
| Siguiendo una pista, Jacob se une a la búsqueda de un cazarrecompensas. Brigham Young llega a Fort Bridger. Sara, Devin e Isaac se enfrentan cara a cara con el mal. |              |            |               |                    |
| 4 | «Episodio 4» | Peter Berg | Mark L. Smith | 9 de enero de 2025 |
| Pluma Roja jura luchar, Jacob actúa según sus sospechas y Abish recibe una noticia impactante. De camino a Crooks Springs, el tiempo empeora.                        |              |            |               |                    |
| 5 | «Episodio 5» | Peter Berg | Mark L. Smith | 9 de enero de 2025 |
| La pierna de Devin empeora y Sara se enfrenta a una difícil decisión. Brigham Young le hace una oferta a Bridger. Abish advierte seriamente a los shoshones.         |              |            |               |                    |
| 6 | «Episodio 6» | Peter Berg | Mark L. Smith | 9 de enero de 2025 |
| Ignorando el peligro, Isaac se dispone a rescatar a Sara. La búsqueda de Abish por parte de Jacob llega a su fin. Bridger celebra su despedida.                      |              |            |               |                    |

## Producción

### Desarrollo
La serie de seis episodios está escrita por Mark L. Smith y dirigida por Peter Berg, Este último, a través de Film 44, y Eric Newman, a través de Grand Electric, son los productores ejecutivos. Netflix la encargó en diciembre de 2022. Smith también es productor ejecutivo de la serie.
Berg dijo que se inspiró para crear la serie después de leer sobre la guerra de Utah y la masacre de Mountain Meadows y comenzó a investigar sobre ella. La serie incorpora eventos reales, como la susodicha masacre que se muestra en el primer episodio, junto con las historias de personas reales que vivieron durante la Guerra de Utah de 1857. Se utilizaron personajes de la vida real como Jim Bridger, un pionero atrapado entre facciones en guerra, Brigham Young, el líder de la Iglesia mormona que comandaba su propio ejército conocido como la Legión Nauvoo y Wild Bill Hickman, un representante de la ley y miembro de esta milicia. Berg y Smith se reunieron con autores de libros sobre la masacre y visitaron el lugar de la masacre para intentar obtener una comprensión lo más completa posible de cómo sucedió ese evento. La serie tuvo a Julie O'Keefe como consultora indígena del programa.

### Selección de actores
Taylor Kitsch fue confirmado para un papel principal a fines de 2022. En enero de 2023, Dane DeHaan, Jai Courtney, Betty Gilpin, Shea Whigham, Kyle Bradley Davis, Nick Hargrove, Derek Hinkey, Saura Lightfoot-Leon, Preston Mota, Shawnee Pourier y Joe Tippett se unieron al elenco. Kitsch sufrió una fractura en el pie durante la producción.

### Rodaje
El rodaje se llevó a cabo en Nuevo México a partir de febrero de 2023, y se interrumpió debido a la huelga SAG-AFTRA de 2023. El rodaje duró 130 días, de los cuales solo dos días se realizaron en sets interiores. Las locaciones de Nuevo México utilizadas incluyeron los pequeños pueblos de Cochiti y Santa Clara, los estudios de sonido en Santa Fe y Pajarito Ski Mountain, así como el rancho Bonanza Creek en el norte de Nuevo México y el rancho Charles R cerca de Santa Fe. Los constructores del set utilizaron solo herramientas disponibles en el siglo XIX para construir su versión de Fort Bridger.

## Estreno y recepción
La miniserie se estrenó en Netflix el 9 de enero de 2025.
En el sitio web agregador de reseñas Rotten Tomatoes, la serie tiene una calificación de aprobación de la crítica del 59% basada en 32 reseñas, con una calificación promedio de 6.8/10. el consenso de la crítica dice que «Bellamente filmada y completamente sombría, American Primeval transmite una idea del salvajismo profundo de una nación con un efecto persuasivo y, en última instancia, letal». Por su parte Metacritic, que utiliza un promedio ponderado, le asigna una puntuación de 58 sobre 100 en función de 25 críticas, lo que indica reseñas «mixtas o promedio».